# Cyrtinus farri
Cyrtinus farri là một loài bọ cánh cứng trong họ Cerambycidae.